# Jetsons
Jetsons (engelska: The Jetsons) är en amerikansk animerad TV-serie, och utspelar sig i en framtida science fiction-miljö (2062). Serien producerades av Hanna Barbera, och var studions tredje serie producerad för prime time-visning.
Serien omfattade ursprungligen en säsong på 24 avsnitt, sänd 1962–1963. 1985–1987 producerades ytterligare 51 avsnitt för visning på dagtid. Utöver detta har serien även gett upphov till tre långfilmer och två kortfilmer, producerade för Cartoon Network.
Föregångaren är Hanna Barberas Familjen Flinta, som utspelar sig i uppdiktad stenåldersmiljö. Jetsons producerades under rymdkapplöpningen, och har även spelat en viktig roll för bilden av framtidens teknik.

## Rollfigurer
Familjen Jetson består av fadern George, modern Jane, dottern Judy och sonen Elroy. De har en hund som heter Astro och en robotpiga som heter Rosie. George jobbar på Spacely Space Sprockets under chefen och ägaren Cosmo G. Spacely.

## Röster

### Engelska
- George O'Hanlon - George Jetson
- Penny Singleton - Jane Jetson
- Daws Butler (Säsong 1-3), Patric Zimmerman (Säsong 4) - Elroy Jetson
- Janet Waldo - Judy Jetson
- Don Messick - Astro the Dog/RUDI/Uniblab/Mac
- Jean Vander Pyl - Rosey/Mrs. Spacely
- Mel Blanc - Mr. Spacely
- Daws Butler - Mr. Cogswell, Henry Orbit
- Frank Welker -  Orbitty

### Svenska
Serien dubbades till svenska av Media Dubb, vars dubbning använts för visning i Sverige i TV3 i början av 1990-talet. Senare visades serien i Cartoon Network och Boomerang där vissa avsnitt visades med Media Dubbs tolkning, och andra avsnitt dubbats av Sun Studio.

#### Media Dubbs dubbning
- Johan Hedenberg - George
- Annelie Berg - Jane
- Maria Weisby - Judy
- Hasse Jonsson - Elroy
- Johan Wahlström - Astro, Herr Rymdling
- Maria Weisby - Rosie

#### Sun Studios dubbning
- Jan Modin - Haley
- Anja Schmidt - Stella
- Lena Ericsson - Ella
- Håkan Mohede - Olle
- Kenneth Milldoff - Kosmo, Herr Spacell

### Fotnoter
1. ↑  Aly Weisman (24 september 2012). ”10 Fascinating Facts About 'The Jetsons' On The Show's 50th Anniversary” (på engelska). Business Insider. http://www.businessinsider.com/10-fascinating-facts-about-the-jetsons-on-the-shows-50th-anniversary-2012-9?r=US&IR=T&IR=T. Läst 24 mars 2018.
2. ↑  Daniel Hofverberg. ”Jetsons Credits för svensk version”. Dubbningshemsidan. http://www.dubbningshemsidan.se/credits/jetsons/. Läst 20 december 2015.